# Timajos z Elidy
Timajos z Elidy (Τίμαιος) – starożytny grecki trębacz, olimpijczyk. Pierwszy w historii zawodnik, który zwyciężył w zawodach trębaczy na igrzyskach olimpijskich, co miało miejsce w 396 roku p.n.e.